# Rot-Grün-Sehschwäche

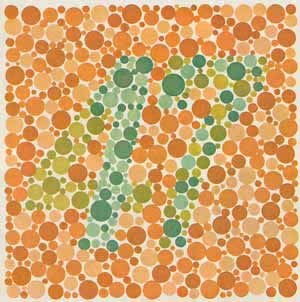
Ishihara-Farbtafel: Rot-Grün-Sehschwache sehen hier ausschließlich eine 17, Normalsichtige erkennen auch eine 47

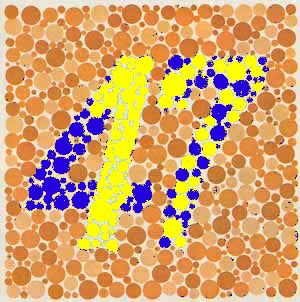
Auflösung für Betroffene: Rot-Grün-Sehschwache sehen die hier blau markierten Felder im Originalbild in derselben Farbe wie den Hintergrund, Normalsichtige können hingegen den Farbunterschied erkennen

Die Begriffe Rot-Grün-Sehschwäche und Rot-Grün-Blindheit stehen für bestimmte erbliche Farbenfehlsichtigkeiten. Es handelt sich hierbei um Störungen der Farbwahrnehmung, wobei die Betroffenen die Farben Rot und Grün schlechter als Normalsichtige unterscheiden können. Eine Grünschwäche tritt deutlich häufiger auf als eine Rotschwäche. Zudem sind signifikant mehr Männer betroffen. Die medizinischen Fachbegriffe hierfür lauten Deuteranomalie oder Deuteranopie für Grünschwäche und Grünblindheit, sowie Protanomalie und Protanopie für die entsprechende Rotstörung.

## Häufigkeit
Von Rot-Grün-Sehschwäche oder -Blindheit sind etwa 9 % aller Männer und etwa 0,8 % der Frauen betroffen, sie ist damit deutlich häufiger als eine Gelb-Blau-Sehschwäche oder -Blindheit (Tritanopie) oder die vollständige Farbenblindheit (Achromatopsie), die beide jeweils nur mit Wahrscheinlichkeit 1:100.000 vorkommen.

## Ursachen
Hervorgerufen wird die X-chromosomal rezessiv bedingte Sehschwäche durch Veränderungen der Aminosäuresequenz in den Sehpigment-Proteinen (Opsin) der entsprechenden Zapfen der Netzhaut, die aus der Veränderung der Gensequenz des entsprechenden Opsins resultiert. Es existieren bei jedem Menschen jeweils ein Gen für das rotempfindliche Opsin und drei identische Gene für das grünempfindliche Opsin. Alle liegen nahe beieinander auf dem X-Chromosom. Fehlt das Gen für eines dieser Opsine, spricht man von einer Rot- oder Grünblindheit (Protanopie oder Deuteranopie). Rot-Grün-Sehschwäche oder -Blindheit ist immer angeboren und verändert sich nicht im Laufe der Zeit.
Protanopie ist der Fachausdruck für Rot-Blindheit, was bedeutet, dass L-Zapfen (Rotrezeptor) fehlen. Bei deren Degenerierung spricht man nur von einer Rotsehschwäche, fachlich Protanomalie genannt. Bei fehlenden M-Zapfen (Grünrezeptor) entsteht eine Grün-Blindheit, fachlich Deuteranopie genannt. Degenerierte Grünrezeptoren führen zu einer Grünschwäche, die die häufigste Art der umgangssprachlich so genannten Farbenblindheit darstellt. Der Fachbegriff dafür lautet Deuteranomalie.

Blauzapfenmonochromasie stellt einen Sonderfall der Rot-Grün-Blindheit dar, hier fehlen Rot- und Grünzapfen völlig, nur der Blauzapfen ist vorhanden.
Zudem tritt mitunter totale Farbblindheit, also die Unfarbigkeit der Welt bei Achromatopsie auf.

## Weitergabe der Rot/Grün-Sehschwäche oder -Blindheit

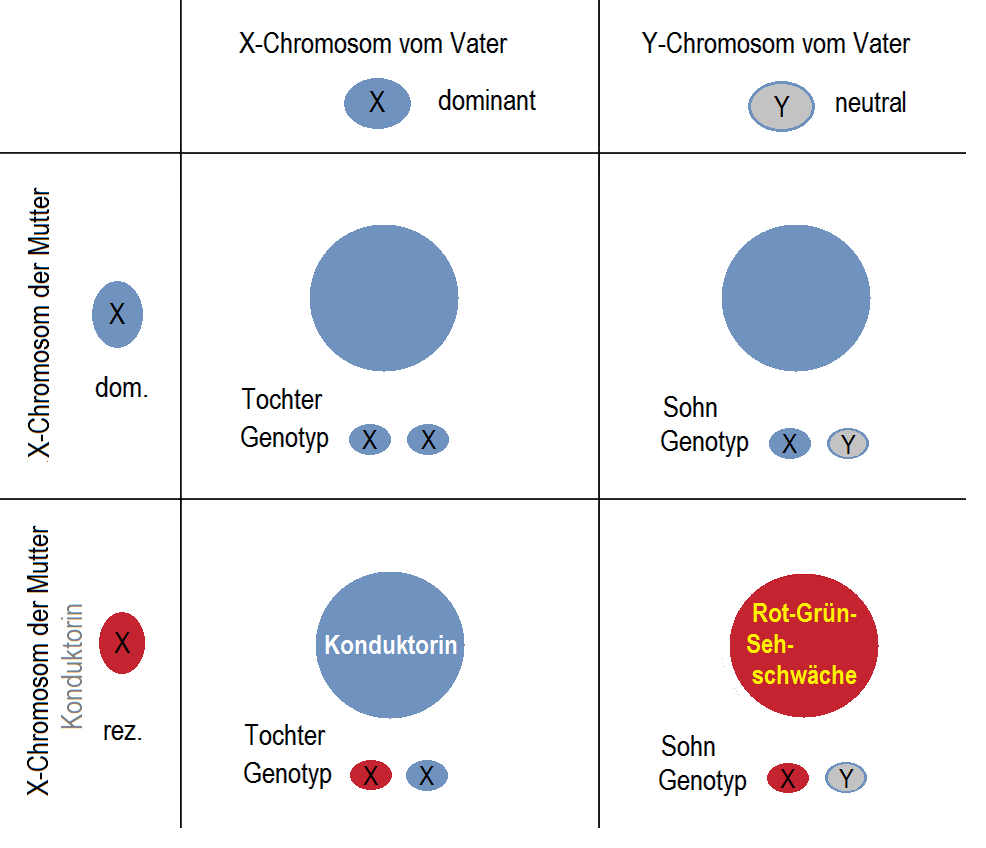
Erbschema: Die Mutter (links) ist Konduktorin der rezessiven Erbanlage für Rot-Grün-Sehschwäche. Das Y-Chromosom vom Vater (oben) kann dem nichts entgegensetzen. Das auf dem X-Chromosom vom Vater liegende gesunde Allel hingegen kann bei einer Tochter für Ausgleich sorgen. Sie hat ein normales Farbensehen, ist aber Konduktorin.

Diese Form der Sehschwäche ist erblich, d. h., sie wird über die elterlichen Gene weitergetragen. Grund für das bei Männern gegenüber Frauen etwa zehnmal so häufige Auftreten ist, dass die Fähigkeit zum Unterscheiden dieser Farben durch das 23. Chromosom, das X-Chromosom, weitergegeben wird und dass es sich bei dem Defekt um ein rezessives Merkmal handelt. Wenn Chromosomen paarweise vorliegen, und wenn ein Merkmal auf beiden Chromosomen unterschiedlich ausgeprägt ist, so überdeckt das dominante Merkmal das rezessive, das sich somit phänotypisch nicht bemerkbar macht (X-chromosomaler Erbgang).
Das 23. Chromosom entscheidet beim Menschen auch über das Geschlecht. In der Regel besitzen Frauen zwei X-Chromosomen, Männer stattdessen ein X-Chromosom und ein Y-Chromosom. Hat also eine Frau ein X-Chromosom, das die Erbinformation, die das Unterscheiden der Farben ermöglicht, nicht enthält, so wird ihr durch das zweite X-Chromosom diese Fähigkeit trotzdem ermöglicht, da es den Defekt überdeckt. Sie kann die rezessive Erbanlage aber weitervererben und ist somit Konduktorin. Damit eine Frau unter der Rot-Grün-Farbschwäche leidet, müssen beide X-Chromosomen den Defekt aufweisen. Beim Mann ist jedoch normalerweise kein zweites X-Chromosom vorhanden, das den Defekt kompensieren könnte.

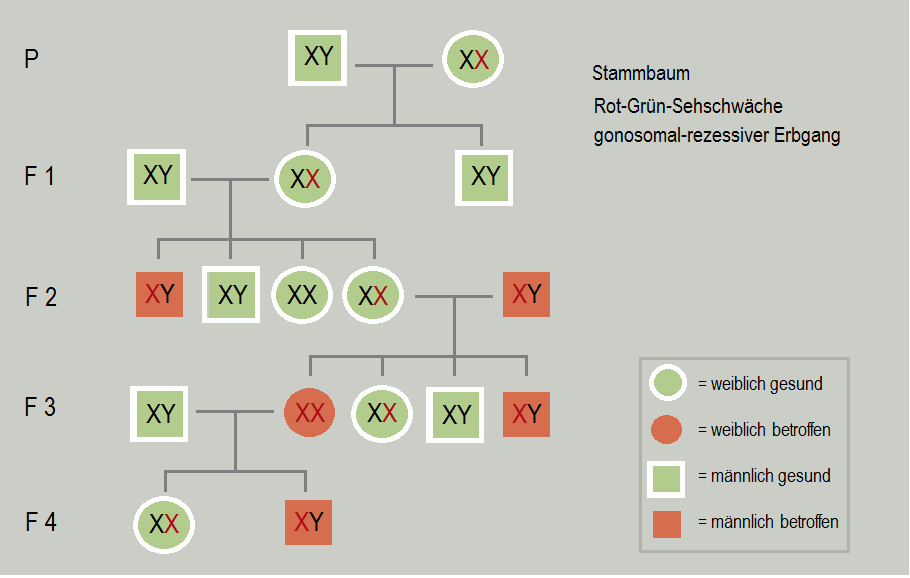

Durch die Verbindung mit dem (das Geschlecht bestimmenden) X- bzw. Y-Chromosom ergibt sich eine fast einzigartige Möglichkeit, die Weitergabe des Defekts bzw. die Weitergabe von Merkmalen von Eltern an ihre Kinder anhand einer Stammbaumanalyse sichtbar zu machen. Vater und Mutter geben jeweils eines von beiden Chromosomenpaaren an ihr Kind weiter. Da das 23. Chromosom geschlechtsbestimmend ist, entscheidet der Vater über das Geschlecht des Kindes. Gibt er sein Y-Chromosom weiter, wird das Kind männlich, da es ja von der Mutter ein X-Chromosom bekommt. Gibt der Vater das X-Chromosom weiter, erhält das Kind zwei X-Chromosomen und wird damit weiblich. Dadurch ergeben sich folgende Regeln, die – von Mutationen abgesehen – immer eintreten:
- Haben weder Vater noch Mutter die Rot-Grün-Sehschwäche, kann sich der Gendefekt in einem der beiden mütterlichen X-Chromosomen „verstecken“. Folglich wird in dieser Konstellation keine der Töchter von der Sehschwäche betroffen sein, Söhne jedoch, wenn sie dasjenige der beiden mütterlichen X-Chromosomen mit versteckten Defekt erhalten.
- Hat der Vater die Rot-Grün-Sehschwäche, die Mutter hingegen zwei X-Chromosomen ohne den Defekt, wird kein Kind an der Sehschwäche leiden. Alle Töchter haben jedoch ein verstecktes X-Chromosom mit dem Defekt. Sie sind somit Konduktorinnen, was ein 50-prozentiges Risiko für männliche Enkel zur Folge hat.
- Ist die Mutter von der Sehschwäche betroffen, sind beide X-Chromosomen mit dem Defekt versehen. Folglich haben alle Söhne den Defekt und alle Töchter sind zumindest Trägerinnen des Merkmals. Ob die Sehschwäche bei ihnen auch auftritt, hängt davon ab, ob der Vater ebenfalls davon betroffen ist.
- Wenn der Vater von der Sehschwäche betroffen ist und die Mutter Träger eines, mit dem Defekt betroffenen X-Chromosoms ist, können die Söhne und die Töchter betroffen sein. Das hängt davon ab, ob die Mutter das Gen weitergibt. Aber die Tochter wird auf jeden Fall Trägerin des von ihrem Vater vererbten Gens sein.

Die eingangs erwähnten Wahrscheinlichkeiten hängen unmittelbar mit der Wahrscheinlichkeit des Chromosoms, defekt zu sein, zusammen. Ein X-Chromosom ist mit 9 % Wahrscheinlichkeit defekt, weshalb ein Junge mit ebendieser Wahrscheinlichkeit ein defektes von der Mutter bekäme und damit sicher unter dieser Schwäche litte. Ein Mädchen hingegen müsste auch noch zusätzlich ein defektes vom Vater erhalten (welcher dann sicher unter dieser Schwäche litte). Bei stochastisch unabhängige Ereignissen multiplizieren sich die Wahrscheinlichkeiten, und 9 % von 9 % sind 0,81 %, gerundet 0,8 %. Dies ist die Wahrscheinlichkeit für ein Mädchen, unter dieser Schwäche zu leiden.

## Rot-Grün-Sehschwäche im Alltag
Die Sehschwäche wird von den Betroffenen im Allgemeinen als nicht besonders hinderlich angesehen. Zahllose Experimente zum Beispiel mit musterinduzierten Flimmerfarben sprechen ferner dafür, dass Farbfehlsichtige – von der geringeren Farbunterscheidungsfähigkeit in den Bereichen ihrer Störung abgesehen – wohl den gleichen ästhetischen Eindruck von Farben (Farbkreis, Farbästhetik) entwickeln wie normalsichtige Personen (vergl. hierzu Tetrachromaten). Allerdings dürfen einige Berufe wie Lokomotivführer, Bus- und Taxifahrer, Pilot oder Polizist nur nach dem erfolgreichen Bestehen umfangreicher und besonderer augenärztlicher Untersuchungen (Anomaloskop, Lanterntest) ausgeübt werden. Ähnliches gilt für manche Luft- oder Wassersportarten aufgrund der Bedeutung der Farben Rot und Grün zur Unterscheidung von Backbord und Steuerbord. Die Angewohnheit von Spieleherstellern, häufig die Farben Rot und Grün für Spielsteine zu verwenden, macht die Unterscheidung für Betroffene schwerer.

Von Rot-Grün-Sehschwachen oft besser wahrzunehmen sind Helligkeitsabstufungen gegenüber Farbvariationen

Bei Publikationen, insbesondere im gegenüber den Printmedien farbreicher gestalteten Web wird diese Hürde oft nicht bedacht. Besonders erheblich ist sie für dünne Linien und kleinteilige Elemente. Ein in einem Text mit schwarzen Buchstaben hervorgehobenes rotes (oft dunkelrotes) Wort wird von den Betroffenen nicht als Hervorhebung erkannt. Eine Hervorhebung in blau dagegen ist meistens gut zu erkennen.
Thematische Karten, die mit unterschiedlichen Farbnuancen arbeiten, sind für Menschen mit Rot-Grün-Sehschwäche oft nur teilweise lesbar, dagegen werden von ihnen oft mehr unterschiedliche Schattierungen einer Farbe leichter wahrgenommen. Um diese unterschiedlichen Schattierungen zweifelsfrei den Werten der Legende zuordnen zu können, ist es hilfreich, wenn die Legende in einem eigenen Fenster über der Karte verschiebbar ist und so direkt nebeneinander mit einem Kartenelement verglichen werden kann.
Da im Alltag viele Mischfarben existieren, treten oft bei der Unterscheidung von Farben, die auf den ersten Blick kein rot oder grün enthalten, Probleme auf. So zum Beispiel bei Blautönen, denen grün oder rot beigemischt ist.
Es kann auch zu Problemen beim Autofahren in der Nacht kommen. Problematisch ist hier jedoch nur die Rotschwäche, da betroffene Personen die rote Ampel erst auf kurze Distanz erkennen. Bei Personen mit Grünschwäche hingegen tritt das Problem nur bei grünen Ampeln auf, sie können diese auf große Distanz nur schlecht von Straßenlampen und -reklamen unterscheiden. Dies ist in der Praxis jedoch ohne Bedeutung, da eine grüne Ampel keine Reaktion erfordert. Beim Autofahren am Tag kann es für Personen mit Grünschwäche bei schlecht ausgelegten Baustellenampeln zu Problemen kommen: Haben die Ampeln unter dem grünen Licht eine gleich große runde weiße Werbung angebracht und leuchtet gleichzeitig das rote Licht relativ schwach, so kann bei Sonnenschein der Grünblinde aus größerer Entfernung ggf. primär den hellen runden Werbeaufkleber fälschlich für grünes Licht halten und das Rotlicht übersehen.
Studien haben belegt, dass Farbfehlsichtige eine größere Anzahl von Khakitönen unterscheiden können als Normalsichtige. Dieses Phänomen wird beim Militär genutzt, da Farbfehlsichtige sich nicht so leicht von Tarnfarben täuschen lassen und daher einen etwa getarnten Soldaten im Wald leichter erspähen als Normalsichtige. Dies liegt zum einen am oben genannten Phänomen, zum anderen daran, dass Farbfehlsichtige im Laufe ihres Lebens gelernt haben, sich stärker auf Formen und Konturen zu konzentrieren statt auf Farben wie Normalsichtige.
Es wird vermutet, dass neben einer Fehlfunktion der Zapfen auch deren Anzahl auf der Netzhaut geringer ist. Dadurch würden Farbfehlsichtige mehr für das Dämmerungssehen zuständige Stäbchen besitzen, was erklären würde, warum Farbfehlsichtige ein besseres skotopisches Sehen aufweisen als Normalsichtige.

## Behandlung
Es gibt keine ursächliche Behandlung einer Rot-Grün-Sehschwäche. Es gibt jedoch mittlerweile Spezialbrillen, die in den USA entwickelt wurden, die Gläser verwenden, um bestimmte Farbwellenlängen herausfiltern und die Unterscheidung zwischen Rot und Grün zu erleichtern. Diese Brillen helfen, die Farben deutlicher zu trennen, indem sie die Überschneidungen in der Wahrnehmung von Farben verringern. Betroffene beschreiben die Nutzung solcher Brillen als eine beeindruckende und teilweise überraschende Erfahrung. Diese neu gewonnene Fähigkeit führt oft zu emotionalen Momenten, da die Welt plötzlich bunter und lebendiger erscheint. Viele Betroffene können durch diese Brillen Farben wie Violett oder Orange erkennen, die sie zuvor noch nie wahrnehmen konnten. Allerdings variiert der Erfolg solcher Brillen je nach individueller Sehstörung und ist nicht bei allen Formen von Farbfehlsichtigkeit wirksam.

## Untersuchungsmethoden
Die Ausprägung einer Rot-Grün-Sehschwäche kann mit Farbtafeln (beispielsweise den hier gezeigten Ishihara-Farbtafeln), etwas genauer durch den so genannten Farnsworth-Test oder mit einem Anomaloskop festgestellt werden. Als weitere Testmethode ist der „Lantern-Test“ anerkannt, für den es wiederum drei unterschiedliche Testgeräte gibt (Holmes-Wright Lantern, Beyne Lantern und Spectrolux Lantern).

## Simulation der Rot-Grün-Sehschwäche für Trichromaten
Die Rot-Grün-Sehschwäche lässt sich für Trichromaten (Farbsichtige mit drei Zapfentypen) mit einer Matrixmultiplikation im LMS-Farbraum simulieren, bei der die Matrix Rang 2 hat, also die Information eines Kanals entfernt.
In der folgenden Übersicht sind einige Beispiele einer Sehschwächesimulation und zur Simulation der Achromasie, bei der gar keine Farben erkannt werden können, die entsprechenden Graustufenbilder hinzugefügt. Die Bilder sind eventuell nicht mit dem gerade erwähnten Verfahren erstellt worden.
| Motiv                           | Trichromatisches Bild | Dichromatisches Bild ohne Rot-Grün-Unterscheidung | Achromatisches Bild in Graustufen |
| ------------------------------- | --------------------- | ------------------------------------------------- | --------------------------------- |
| Pseudoisochromatische Farbtafel |                       |                                                   |                                   |
| Obststand                       |                       |                                                   |                                   |
| Mosaikfenster                   |                       |                                                   |                                   |
| Regenbogen                      |                       |                                                   |                                   |